# 樋口久俊
樋口 久俊（ひぐち ひさとし、1946年〈昭和21年〉2月12日 - ）は、日本の政治家、農林水産官僚。元佐賀県鹿島市長（3期）。

## 来歴
佐賀県鹿島市出身。1964年（昭和39年）3月、佐賀県立鹿島高等学校卒業。1969年（昭和44年）6月、東京大学法学部（私法）卒業。そのまま学士入学し、1970年（昭和45年）3月、東京大学法学部（公法）卒業。同年4月、農林水産省に入省。2001年（平成13年）1月、退官。2002年（平成14年）4月から2004年（平成16年）3月まで神田外語大学の客員教授を務めた。
2003年（平成15年）4月13日に行われた佐賀県知事選挙に出馬し落選。
2010年（平成22年）4月11日公示、4月18日投票の鹿島市長選挙で無投票で初当選。5月12日、市長に就任。
2014年（平成26年）4月20日に行われた市長選で前市議の谷口良隆を破り2選（樋口：7,997票、谷口：6,343票）。投票率は59.33％。2018年（平成30年）4月22日の市長選挙で3選。
2022年、旭日中綬章受章。